# SS-075 안중근
SS-075 안중근(安重根)은 대한민국 해군의 손원일급 잠수함의 3번함이다. 1909년 대한제국 시절 한국을 침략하고 동양 평화를 깨뜨릴 야욕을 보이던 일본의 정치가 이토 히로부미를 사살한 안중근 의사의 이름을 따서 명명되었다.

## 무장
손원일급에는 533mm 어뢰발사관이 8개 탑재되어 있으며, 한국은 사거리 500km인 한국형 토마호크 미사일인 천룡을 손원일함에 탑재할 것이라는 언론보도가 있었다. 사거리 1,000km와 1,500km 버전도 개발하고 있다는 것인데, 이 버전이 533mm 어뢰발사관에 장착가능한지에 대해서는 확인보도가 없었다. 원래 미국의 토마호크 미사일은 533mm 어뢰발사관에서 발사가능하도록 개념설계된 것이었다. 대한민국도 최근에 이것을 국산화하는데 성공했다.

## 같이 보기
- 고틀란드급 잠수함 - 세계 최초, 스웨덴 최초의 AIP 잠수함
- 손원일급 잠수함 - 동아시아 최초, 대한민국 최초의 AIP 잠수함
- 소류급 잠수함 - 동아시아 2번째, 일본 최초의 AIP 잠수함
- 상트페테르부르크급 잠수함 - 동아시아 3번째, 러시아 최초의 AIP 잠수함